# Фторид брома(V)
Фтори́д бро́ма(V) (пентафтори́д брома) {\displaystyle {\ce {BrF5}}} — бинарное химическое соединение брома с фтором, представляющее собой при комнатной температуре легкоиспаряющуюся бесцветную жидкость или светло-жёлтую от примесей с сильным раздражающим запахом, дымит на влажном воздухе и имеет чрезвычайно высокую химическую активность и агрессивность по отношению к стеклу, металлам и различным конструкционным материалам.
Сильный фторирующий агент.
Используется в изотопном анализе кислорода в силикатных породах, в качестве фторирующего агента при переработке урана.

## Получение
Соединение впервые было получено в 1931 году прямым синтезом из элементов при температуре свыше 150 °C:
{\displaystyle {\ce {Br2 + 5 F2 -> 2 BrF5}}}.
Или взаимодействием фтора с бромидом калия, эта реакция удобна тем, что не даёт в качестве побочных продуктов реакции другие фториды брома:
{\displaystyle {\ce {KBr + 3 F2 -> KF + BrF5}}}.

## Химические свойства
Пентафторид брома бурно реагирует с водой, с образованием бромноватой и фтористоводородной кислот:
{\displaystyle {\ce {BrF5 + 3 H2O -> HBrO3 + 5HF}}}.
Является чрезвычайно эффективным фторирующим агентом, способным превращать большинство соединений урана в гексафторид урана при комнатной температуре, в том числе металлический уран:
{\displaystyle {\ce {5 U + 6 BrF5 -> 5 UF6 + 3 Br2}}}.